# Roman romantique (France)

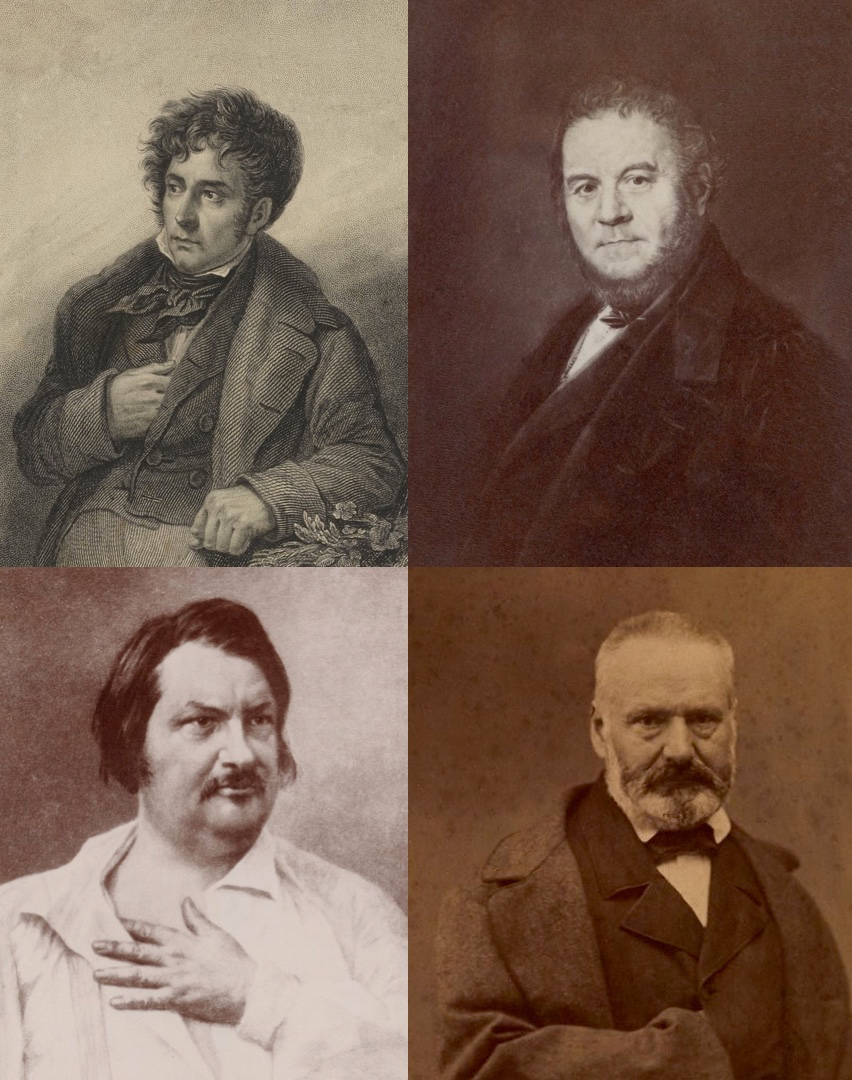
Chateaubriand, Stendhal, Balzac, Victor Hugo.

Le chef de file de l'époque romantique est Victor Hugo, affirme-t-on le plus souvent. Cette période est cependant marquée par d'autres grandes figures de l'écriture romanesque : Chateaubriand, Stendhal, Honoré de Balzac.
Le roman en France connaît à l'époque romantique un important renouvellement. On peut sommairement distinguer trois principales formes romanesques nouvelles.